# Růžena Komosná
Růžena Komosná (21. října 1920 Dolní Bojanovice – 9. dubna 2020 Dolní Bojanovice) byla moravská folkloristka a vyšívačka lidových krojů z oblasti Podluží, nositelka Ceny Jihomoravského kraje za přínos v oblasti folkloru.

## Život a dílo
Narodila se jako nejmladší ze čtyř dětí. Od dětství byla členkou Orla, hrála divadlo a zpívala. V době druhé světové války si přivydělávala šitím, které se naučila od matky a sestry. V roce 1943 se provdala za Michala Komosného a v lednu 1945 se jim narodil syn Josef. Po válce s manželem začali šít jako živnostníci. Po únoru 1948 byla její živnost zrušena, musela vstoupit do JZD.
V šití šlo především o vyšívání jednotlivých součástí nejen podlužáckého kroje (mašle, šátečky, červenice a košile). Spolu se svým manželem v dalších letech pracovala zejména pro Ústředí lidové umělecké výroby (od roku 1963), kde zhotovovali kroje pro folklorní soubory, muzikanty i milovníky lidových oděvů.
Zasloužili se tak o uchování krojové jedinečnosti a originality. K tomuto tradičnímu řemeslu vedli řadu v dnešní době známých vyšívaček i svou rodinu, jejich práci následně převzala vnučka.V závěru života byla nejstarší obyvatelkou rodné obce. Byla přitom stále plná energie, nevynechala žádnou obecní společenskou akci či krojovanou zábavu.